# Mission Park
Mission Park (Line of Duty) è un film d'azione del 2013, scritto e diretto da Bryan Ramirez.

## Trama
Quattro amici, cresciuti nel sobborgo di una grande città, intraprendono due stili di vita molto diversi; due di questi entrano nella criminalità organizzata, mentre gli altri due diventano agenti dell'FBI.
Il destino li farà rincontrare, quando i due poliziotti saranno chiamati a un'azione sotto copertura che coinvolgerà i loro vecchi amici d'infanzia.

### Riprese
Le riprese del film si sono svolte nella città di San Antonio (Texas), negli Stati Uniti d'America.

## Riconoscimenti
- Selezione Miglior Film Las Vegas Film Festival 2013
- Selezione Miglior Film San Diego Latino Film Festival 2013
- Selezione Miglior Film 4th Annual Hispanicize Film Festival 2013
- Selezione Miglior Film CineFestival 2013